# Kosciuszko Foundation

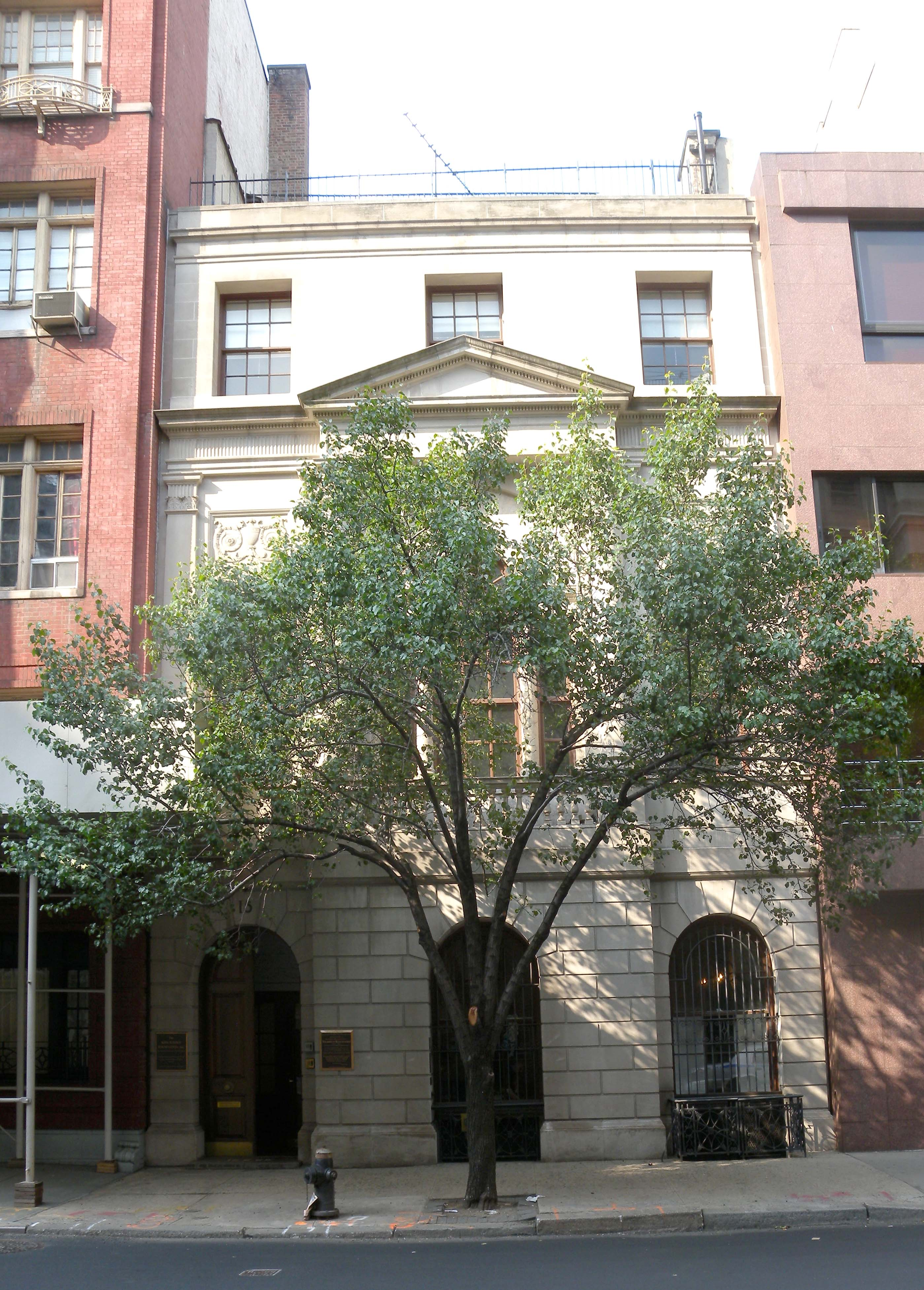
Hauptsitz der Kosciuszko Foundation in New York an der East 65th Street

Die Kosciuszko-Stiftung (pl. Fundacja Kościuszkowska, engl. Kosciuszko Foundation) ist eine polnisch-amerikanische Kultur- und Bildungseinrichtung, die im Jahr 1925 in New York City gegründet wurde.
Die Kosciuszko-Stiftung ist nach dem polnisch-amerikanischen Nationalhelden General Tadeusz Kościuszko benannt, sie vergibt u. a. Stipendien für polnische Wissenschaftler in den USA, fördert den Austausch von Wissenschaftlern und Kulturveranstaltungen, wie Ausstellungen, Vorträge und Wettbewerbe.

## Niederlassungen
Die Kosciuszko-Stiftung hat regionale Niederlassungen in:
- Buffalo
- Chicago
- Denver (Rocky Mountain)
- Houston (Texas)
- Los Angeles
- Philadelphia
- Pittsburgh
- Springfield (Neuengland)
- Warschau, Polen